# Wiederholungscode
Der Wiederholungscode ist der einfachste lineare fehlerkorrigierende Kanalcode. Er wiederholt jedes übertragene Symbol {\displaystyle n}-mal.

## Beispiel
Beispiel für {\displaystyle n=3}:
Zu kodierende Bitfolge: 10010
Kodierte Folge: 111 000 000 111 000
Dekodiert wird der Wiederholungscode mithilfe der Mehrheitsentscheidung. Dabei wird beim Empfänger für denjenigen Bitwert entschieden, der häufiger in der Empfangsfolge auftaucht. Wird beispielsweise als erstes Codewort 101 empfangen, so entscheidet der Empfänger für 1, da es wahrscheinlicher ist, dass nur ein Bitfehler aufgetreten ist (während für 0 zwei Bitfehler passiert sein müssten).

## Eigenschaften
Wiederholungscodes sind lineare Blockcodes.
Der n-fache Wiederholungscode hat die Distanz {\displaystyle d=n}, womit sich {\displaystyle \left\lfloor {\tfrac {n-1}{2}}\right\rfloor } Fehler durch Rundung korrigieren lassen. Übersteigt die Fehlerrate 50 %, sieht der Dekodierer die richtigen Bits als falsch an und „korrigiert“ in die falsche Richtung.
Alle binären Wiederholungscodes mit ungerader Länge sind perfekte Codes. Der Wiederholungscode mit der Länge 3 entspricht dem binären (3,1)-Hamming-Code.
Ein Wiederholungscode hat keinen Codegewinn, das heißt, die Fehlerkorrekturfähigkeit des Codes und der Mehraufwand durch n-fache Übertragung löschen sich gerade aus. Der Einsatz von Wiederholungscodes in praktischen Systemen ohne weitere Maßnahmen ist daher nur begrenzt sinnvoll. In verketteten Codes spielen Wiederholungscodes hingegen eine wichtige Rolle. Beispielsweise können LDPC Codes als Verkettung vieler Wiederholungs- und Paritätscodes betrachtet werden.